# Philippe Perret
Cet article concerne le footballeur et entraîneur suisse. Pour le styliste français, voir Philippe Perret (styliste).
Philippe Perret, dit "Petchon", né le 17 octobre 1961 à La Sagne, est un ancien footballeur international suisse et actuellement entraîneur de football. 

## Biographie

### En club
Durant sa carrière de footballeur il n'a connu qu'un seul et unique club, Neuchâtel Xamax avec lequel il a joué durant 20 saisons (27 buts en 540 matches de LNA, ce qui constitue, en 2018, un record) dont de nombreuses fois en coupe d'Europe. Il est aujourd'hui encore le joueur le plus emblématique de Neuchâtel Xamax, où il détient de loin le record du plus grand nombre de matches joués. S'il a commencé sa carrière en attaque, il est rapidement devenu un milieu défensif, typique numéro 6.

### En sélection
Il a également porté le maillot de l'équipe nationale à 14 reprises entre 1983 et 1988.

### Entraîneur
Au terme de sa carrière de joueur, il devient entraîneur assistant d’Alain Geiger dans son club de toujours, avant d’être nommé, en 2000, entraîneur principal d’Yverdon-Sport où il succède à Lucien Favre. Après une première saison marquée par une relégation en Ligue nationale B et une défaite en finale de Coupe de Suisse face au Servette FC de Favre, Perret est limogé au mois d’août 2001. Il entraîne ensuite successivement le FC Fribourg (entre 2002 et 2004), le FC La Chaux-de-Fonds (entre 2004 et 2007), le FC Serrières (durant la saison 2007-2008) et le FC Bienne (entre 2008 et 2013). Son contrat à Bienne non prolongé, il retourne à Fribourg en 2013, où il est limogé en octobre 2015. Il rebondit quelques mois plus tard à Yverdon avant d’être à nouveau licencié une année plus tard, malgré une deuxième place au classement.